# Одикадзе, Элизбар
Элизбар Одикадзе (груз. ელიზბარ ოდიკაძე, род.14 июня 1989) — грузинский борец вольного стиля, призёр чемпионатов мира и Европы, участник двух Олимпийских игр.

## Биография
Родился в 1989 году. В 2015 году стал серебряным призёром Европейских игр (соревнования по борьбе в рамках которых считались одновременно чемпионатом Европы). В 2016 и 2017 годах становился бронзовым призёром чемпионата Европы, а на Олимпийских играх в Рио-де-Жанейро занял 5-е место. В 2018 году завоевал бронзовые медали чемпионатов мира и Европы.
В феврале 2020 года на чемпионате континента в итальянской столице, в весовой категории до 97 кг Элизбар в схватке за бронзовую медаль поборол спортсмена из Азербайджана Нурмагомеда Гаджиева и завоевал бронзовую медаль европейского первенства.
На чемпионате Европы в Варшаве в 2021 году, грузинский спортсмен вновь в весовой категории до 97 кг завоевал бронзовую медаль. 

## Достижения
- Чемпионат мира по борьбе (Будапешт, 2018);
- Мемориал «Вацлав Циолковский» (2018);
- Гран-при «В. Балавадзе и Г. Картозия» (Тбилиси, 2018);
- Чемпионат Европы по борьбе (Каспийск, 2018);
- Мемориал «Вацлав Циолковский» (2017);
- Чемпионат Европы по борьбе (Нови-Сад, 2017);
- Чемпионат Грузии по борьбе (Тбилиси, 2017);[2]
- Чемпионат Грузии по борьбе (Тбилиси, 2016);[3]
- Чемпионат Европы по борьбе (Рига, 2016);
- Гран-при «Александр Медведь» (Минск, 2016);
- Мемориал «Вацлав Циолковский» (2015);
- Европейские игры (Баку, 2015);
- Мемориал «Вацлав Циолковский» (2014);
- Турнир «Степан Саркисян» (2014);
- Чемпионат Грузии по борьбе (Тбилиси, 2013);
- Турнир «Яшар Догу» (Стамбул, 2013);
- Мемориал «Вацлав Циолковский» (2014);
- Чемпионат Грузии по борьбе (Дигоми, 2012);
- Гран-при «В. Балавадзе и Г. Картозия» (Тбилиси, 2011);